# Alhambrismo musical
El alhambrismo musical fue una corriente dentro de la música académica, específicamente del movimiento romántico nacionalista, relacionado con la restauración de músicas propias del acervo popular español, junto al revival neo-árabe surgido a principios del siglo XIX, derivado del carácter emblemático y representativo de las culturas orientales y medievales de la Alhambra.

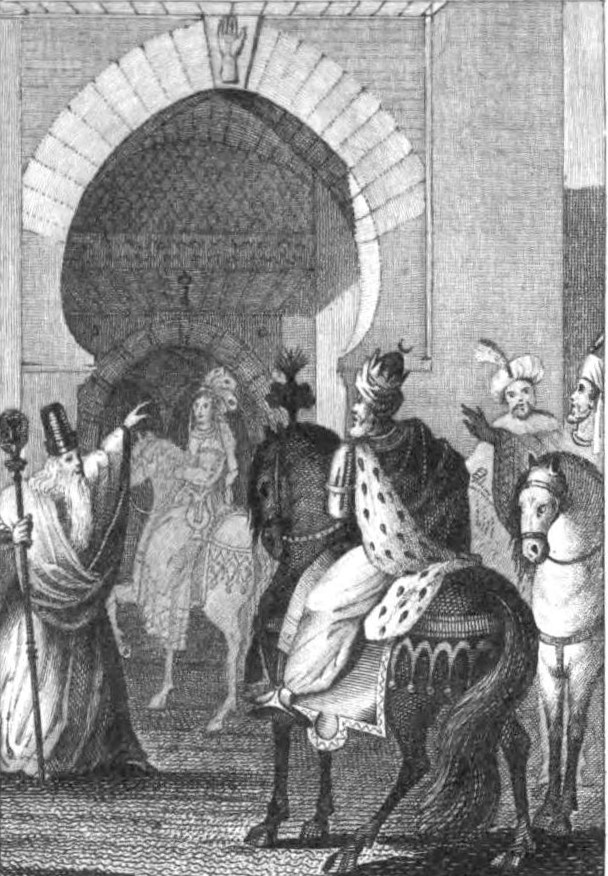
Ilustración de Cuentos de la Alhambra (1833) de Washington Irving

## Orígenes
Este movimiento, surge de las influencias de los viajeros románticos, que visitaban la ciudad de Granada en busca de un paraje exótico y relacionado con tiempos pasados. De la recuperación y reedición de la novela "Historia de los bandos de los zegríes y abencerrajes" (Ginés Pérez de Hita, 1595), surgieron gran multitud de obras literarias de europeos como  "A very mournful ballad on the siege and conquest of Alhama" (Lord Byron, 1806), "Les adventures du dernier Abencérage" (François-René de Chateaubriand, 1826), "Orientales" (Víctor Hugo, 1829), "Cuentos de la Alhambra" (Washington Irving, 1832), "Leila or the siege of Granada" (Edward Bulwer Lytton, 1838). Esta estela europea se reflejó en España, existiendo obras de autores nacionales con idénticas temáticas como "Abén Humeya" (Francisco Martínez de la Rosa), o “Granada: poema oriental” (José Zorrilla).

## Obras

#### Inicio del alhambrismo musical
El precedente directo en la música, la canción árabe o morisca, vertiente de las célebres canciones andaluzas y castellanas, bebió de toda esta literatura, cosechando un aumento paulatino de su popularidad con canciones como A mi nazarena, balada árabe de Antonio Reparaz, o Granada, álbum morisco de 6 melodías, de Isidoro Hernández.
Esta capacidad evocadora de la Alhambra como estandarte del arabismo español, fue tomado por los artífices de la ópera nacional española como Baltasar Saldoni y su Boabdil, último rey moro de Granada (1844), con libreto del poeta granadino Miguel González Aurioles, o Emilio Arrieta con La Conquista di Granata (1850), libreto del poeta italiano Temístocles Solera, basado en la novela Gonzalo de Córdoba de Florian.

#### Época de esplendor

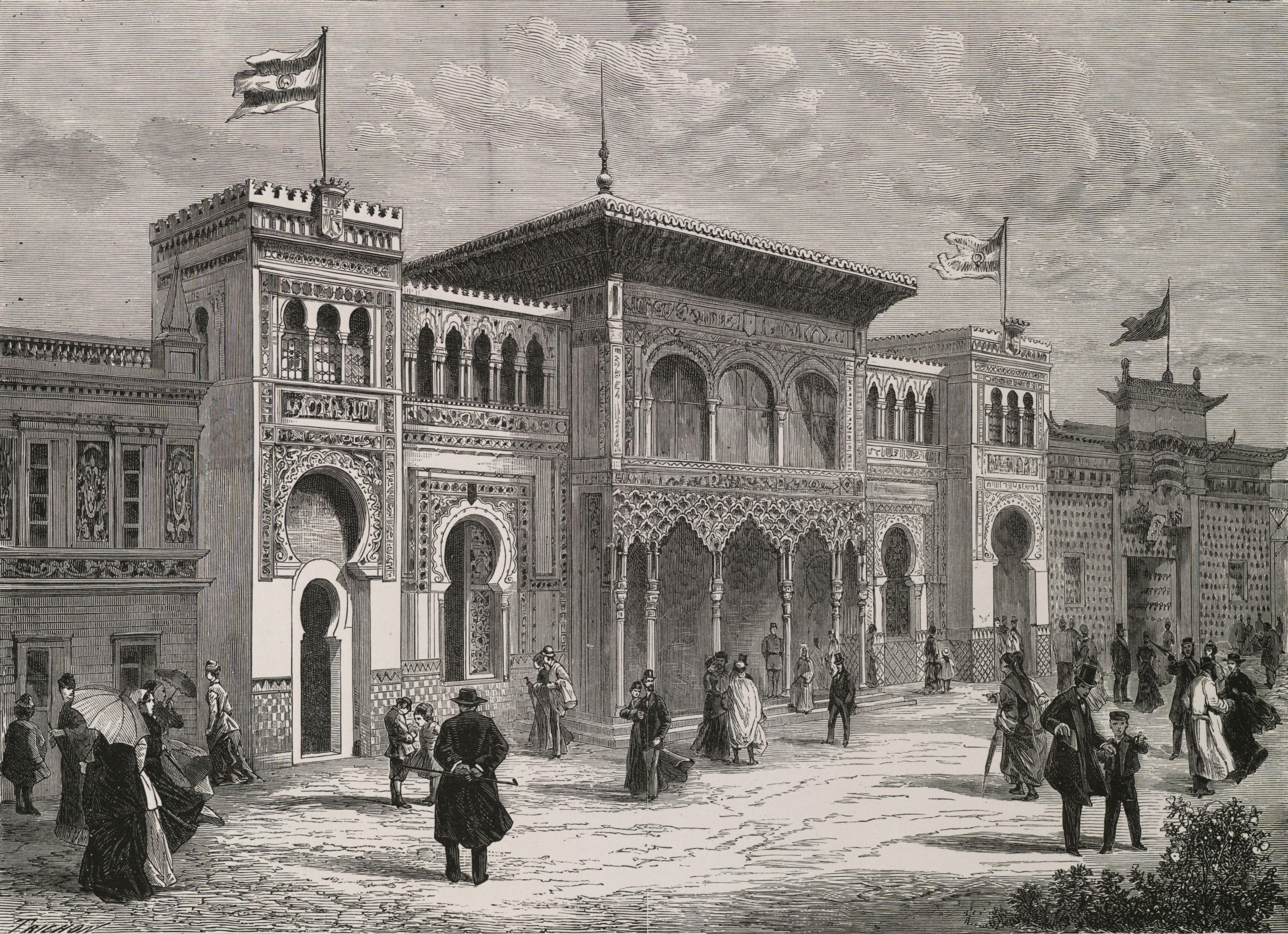
Portada del Pabellón de España en la Exposición Universal de París de 1878

En los años setenta y ochenta, el revival neoárabe obtuvo su mayor apogeo, gracias a las aportaciones arquitectónicas realizadas en los pabellones españoles como la producida en 1878 por Agustín Ortiz de Villajos, así como la producción pinturística de autores como Pérez Villaamil. En el terreno puramente musical, destacan una serie de obras sinfónicas producidas a partir de Adiós de la Alhambra (1855) de Jesús de Monasterio, que siguen la corriente pintoresquista de arabismo superficial, como El adiós de Boabdil a Granada de Salvador Giner (ca. 1860), la serenata En la Alhambra de Tomás Bretón (1881) o los Gnomos de la Alhambra de Ruperto Chapí (1889), inspirada en el poema Gnomos y mujeres de Zorrilla (1886).
A pesar de que la moda de la canción morisca, al igual que las decoraciones de interiores de estilo neoárabe, comienza a menguar a partir de la década de los noventa, se conserva esta inspiración alhambrista en composiciones para instrumento solista. En el apartado de la guitarra, mencionar a Francisco Tárrega, cuyas composiciones más célebres son Capricho árabe (1892) y Recuerdos de la Alhambra (1899). Su sucesor, Juan Parga, también incluye estas temáticas en obras como Reminiscencias árabes. Idilio andaluz sobre seguidillas gitanas, op. 13 (1898) o Alhambra. Gran fantasía descriptiva de concierto, op. 29 (1898).

#### Fin-de-siècle ysigloXX
En la producción pianística del fin de siècle es donde se encuentran los últimos reductos del alhambrismo musical. Prueba de ello son las Narraciones de la Alhambra de Emilio Serrano, o la producción extensa de Isaac Albéniz sobre esta temática como Granada (Serenata) de Suite española n.º 1, Op. 47 (1886), Zambra granadina de la Suite española n.º 2, Op. 97, En la Alhambra de Recuerdos de viaje, Op. 71 (1888), La Vega (1897) o el Prélude de Espagne (Souvenirs) (1899). A destacar el hecho de que estas dos últimas formaban parte de la suite orquestal Alhambra, la cual fue inacabada.
Ya en el siglo XX, Albéniz compuso hasta la fecha de su muerte piezas de temáticas alhambristas como Lindaraja o Albaicín de su célebre suite Iberia (1905-1908). Más tardíamente, Manuel de Falla se acercó a esta materia con el reputado En el Generalife de Noches en los jardines de España (1916). Su estrecha relación con Claude Debussy, inspiró a éste para componer piezas como La soirée dans Grenade de su tríptico Estampes (1903), o la celebrada composición La puerta del vino de sus Préludes (1909-1913)

## Características
Según Ramón Sobrino, el alhambrismo musical posee una serie de características comunes: 
- La utilización sistemática de la cadencia andaluza o tetracordo menor natural descendente, por grados conjuntos, desde la tónica a la dominante, dentro de un modo menor.
- Empleo melódico del intervalo de segunda aumentada, típico de la música árabe.
- Utilización de numerosos melismas en la melodía.
- Estructura poliseccional de las piezas.
- Empleo alternativo de los modos menor y mayor a lo largo de la obra.
- Predominio del modo de la.
- En la música cantada, temática de ambiente orientalista basado en lugares o personajes de la Alhambra.